# Claude Colombo
Claude Colombo (1960. október 1. –) francia nemzetközi labdarúgó-játékvezető. Polgári foglalkozása tanár.

## Pályafutása

### Nemzeti játékvezetés
1989-ben lett az I. Liga játékvezetője. Az aktív nemzeti játékvezetéstől 2006-ban vonult vissza. Első ligás mérkőzéseinek száma: 151.

#### Nemzeti kupamérkőzések
Vezetett Kupa-döntők száma: 2.

##### Francia-kupa
| Időpont        | Helyszín                     | Mérkőzés típusa | Mérkőzés              | Eredmény | Nézők száma |
| -------------- | ---------------------------- | --------------- | --------------------- | -------- | ----------- |
| 2000. május 7. | Stade de France, Saint-Denis | döntő           | FC Nantes–Calais RUFC | 2 : 1    | 78 586      |

##### Liga Kupa
| Időpont        | Helyszín                     | Mérkőzés típusa | Mérkőzés        | Eredmény |
| -------------- | ---------------------------- | --------------- | --------------- | -------- |
| 1999. május 8. | Stade de France, Saint-Denis | döntő           | RC Lens–FC Metz | 1 : 0    |

### Nemzetközi játékvezetés
A Francia labdarúgó-szövetség Játékvezető Bizottsága (JB) terjesztette fel nemzetközi játékvezetőnek, a Nemzetközi Labdarúgó-szövetség (FIFA) 1995-től tartotta nyilván bírói keretében. Több nemzetek közötti válogatott és klubmérkőzést vezetett. A francia nemzetközi játékvezetők rangsorában, a világbajnokság-Európa-bajnokság sorrendjében többedmagával a 9. helyet foglalja el 9 találkozó szolgálatával. Az aktív nemzetközi játékvezetéstől 2005-ben a FIFA 45 éves korhatárát elérve búcsúzott. Válogatott mérkőzéseinek száma: 17.

#### Világbajnokság
A világbajnoki döntőhöz vezető úton Dél-Koreába és Japánba a XVII., a 2002-es labdarúgó-világbajnokságra a FIFA JB bíróként alkalmazta.

##### Selejtező mérkőzés
| Időpont             | Helyszín                          | Mérkőzés típusa           | Mérkőzés              | Eredmény | Nézők száma |
| ------------------- | --------------------------------- | ------------------------- | --------------------- | -------- | ----------- |
| 2000. október 7.    | Santiago Bernabéu stadion, Madrid | előselejtező (7. csoport) | Spanyolország–Izrael  | 2 : 0    | 80 000      |
| 2001. március 28.   | Gradski Stadion, Szkopje          | előselejtező (4. csoport) | Macedónia–Törökország | 1 : 2    | 8 000       |
| 2001. szeptember 1. | St. Jakob-Park stadion, Bázel     | előselejtező (1. csoport) | Svájc–Jugoszlávia     | 1 : 2    | 28 190      |
| 2001. október 6.    | Sparta Stadion, Prága             | előselejtező (3. csoport) | Csehország–Bulgária   | 6 : 0    | 15 020      |

#### Európa-bajnokság
Az európai-labdarúgó torna döntőjéhez vezető úton Belgiumba és Hollandiába a XI., a 2000-es labdarúgó-Európa-bajnokságra és Portugáliába a XII., a 2004-es labdarúgó-Európa-bajnokságra az UEFA JB játékvezetőként foglalkoztatta.

##### 2000-es labdarúgó-Európa-bajnokság

###### Selejtező mérkőzés
| Időpont           | Helyszín                         | Mérkőzés típusa           | Mérkőzés                     | Eredmény | Nézők száma |
| ----------------- | -------------------------------- | ------------------------- | ---------------------------- | -------- | ----------- |
| 1999. március 31. | Tehelné pole stadion, Bratislava | előselejtező (7. csoport) | Szlovákia–Magyarország       | 0 : 0    | 19 452      |
| 1999. október 9.  | Dinama Stadion, Minszk           | előselejtező (1. csoport) | Fehéroroszország–Olaszország | 0 : 0    | 32 000      |

##### 2004-es labdarúgó-Európa-bajnokság

###### Selejtező mérkőzés
| Időpont             | Helyszín                      | Mérkőzés típusa            | Mérkőzés                         | Eredmény | Nézők száma |
| ------------------- | ----------------------------- | -------------------------- | -------------------------------- | -------- | ----------- |
| 2002. szeptember 7. | Lokomotiv Stadion, Moszkva    | előselejtező (10. csoport) | Oroszország–Írország             | 4 : 2    | 23 000      |
| 2003. június 7.     | Olimpiai Stadion, Helsinki    | előselejtező (9. csoport)  | Finnország–Szerbia és Montenegró | 3 : 0    | 17 343      |
| 2003. október 11.   | Hampden Park Stadion, Glasgow | előselejtező (5. csoport)  | Skócia–Litvánia                  | 1 : 0    | 50 343      |

#### Nemzetközi kupamérkőzések

##### UEFA-kupa
| Időpont            | Helyszín                       | Mérkőzés típusa        | Mérkőzés                      | Eredmény |
| ------------------ | ------------------------------ | ---------------------- | ----------------------------- | -------- |
| 2004. november 25. | Veltins Stadion, Gelsenkirchen | selejtező (A. csoport) | FC Schalke 04–Ferencvárosi TC | 2 : 0    |